# Iván Guerrero
Pour les articles homonymes, voir Guerrero (homonymie).
Mario Iván Guerrero Ramirez est un footballeur international hondurien né le 30 novembre 1977 à Comayagua, Honduras.